# Abadía nullius de Aghagower
La abadía nullius de Aghagower o de Aughagower (en inglés: Abbacy nullius of Aghagower) fue una circunscripción eclesiástica de la Iglesia católica en Irlanda. Se trataba de una abadía nullius latina, sufragánea de la arquidiócesis de Armagh. Fue suprimida probablemente en 1111.

## Territorio y organización

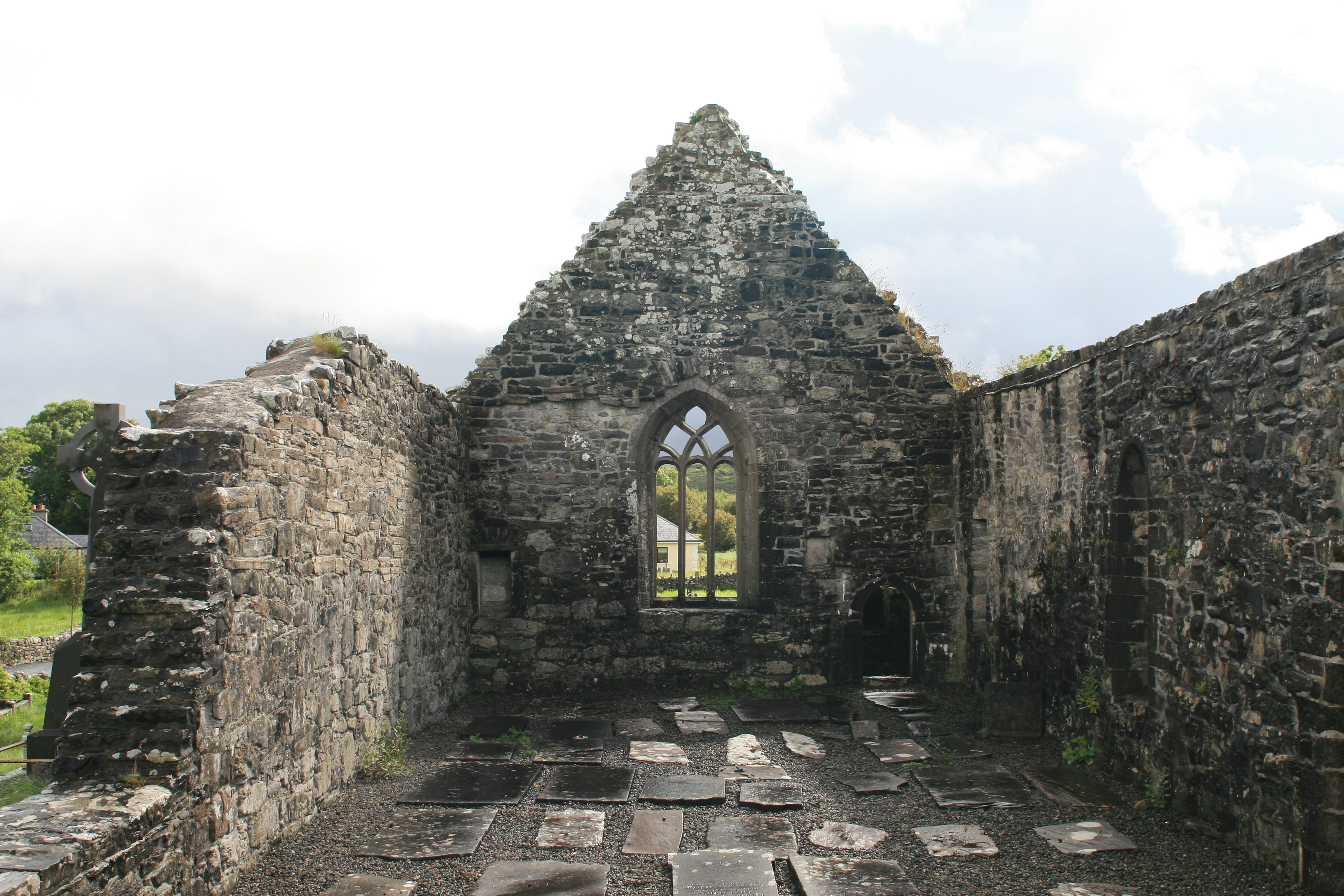
Ruinas de la iglesia construida en el junto a la torre redonda

La abadía nullius extendía su jurisdicción sobre los fieles católicos de rito latino residentes en parte del actual condado de Mayo, en la zona llamada The Owles.
La sede de la abadía nullius se encontraba en la localidad de Aghagower (o Achadh Ghobhair), en para el siglo XV ya no existía el monasterio.

## Historia
La abadía nullius se estableció en el año 441 cuando san Patricio nombró allí al obispo Senach. No se conocen otros obispos para esta sede. Era una sede monástica, al igual que otras irlandesas de la misma época.
La antigua sede monástica de Aghagower no sobrevivió a la reorganización de las diócesis irlandesas del siglo XII, y no se menciona ni en el Sínodo de Ráth Breasail de 1111 ni en el Sínodo de Kells de 1152 su territorio se incorporó a la diócesis de Mayo probablemente antes de los sínodos. 

## Episcopologio
- San Senach † (441-?)